# اسرا سیبل تذکن
اسرا سیبل تذکن (انگلیسی: Esra Sibel Tezkan؛ زادهٔ ۲۳ فوریهٔ ۱۹۹۳) بازیکن فوتبال اهل ترکیه است.
از باشگاه‌هایی که در آن بازی کرده‌است می‌توان به باشگاه فوتبال زنان بایر ۰۴ لورکوزن اشاره کرد.
وی همچنین در تیم‌های ملی فوتبال Turkey women's national under-17 football team, Turkey women's national under-19 football team, Turkey women's national under-21 football team، و زنان ترکیه بازی کرده‌است.